# Троїцький (Талицький міський округ)
Тро́їцький (рос. Троицкий) — селище у складі Талицького міського округу Свердловської області.
Населення — 10467 осіб (2010, 11266 у 2002).
До 12 жовтня 2004 року селище мало статус селища міського типу.